# Шампање (Сарт)
Шампање (фр. Champagné) је насељено место у Француској у региону Лоара, у департману Сарт.
По подацима из 2011. године у општини је живело 3795 становника, а густина насељености је износила 272,24 становника/km².

## Демографија
| 1962. | 1968. | 1975. | 1982. | 1990. | 2011. |
| ----- | ----- | ----- | ----- | ----- | ----- |
| 2.047 | 2.234 | 2.757 | 3.333 | 3.307 | 3.795 |